# 冈内夫市镇
60°33′N 15°08′E / 60.550°N 15.133°E
冈内夫市镇（瑞典語：Gagnefs kommun）是瑞典中部达拉纳省的一个市镇。其治所位于于罗斯。